# Meister der Erasmusmarter

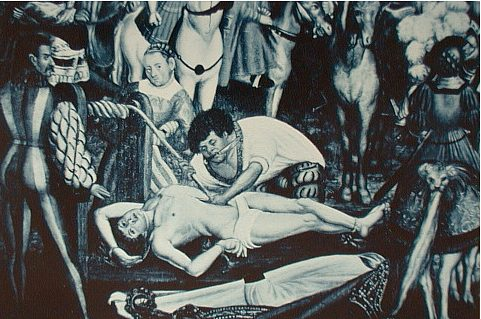
Meister der Erasmusmarter: Die Marter des heiligen Erasmus (unteres Drittel des Gesamtbildes), 1516, Aschaffenburg, Staatsgalerie

Der Meister der Erasmusmarter oder auch Meister der Erasmus-Marter war ein deutscher Maler, der am Anfang des 16. Jahrhunderts vermutlich im Raum Halle tätig war. Der namentlich nicht bekannte Künstler erhielt seinen Notnamen nach seinem in der Staatsgalerie in Aschaffenburg befindlichen und auf 1516 datierten Bild mit der Darstellung der Marter des heiligen Erasmus.

## Identifizierung und Werk
Über die Herkunft und Ausbildung des Meisters der Erasmusmarter ist nichts bekannt. Seinen Notnamen erhielt er von Max J. Friedländer und Jakob Rosenberg, nach einer Tafel mit der Marter des heiligen Erasmus (Lindenholz, 97,2 × 80,2 cm), die sich heute in der Aschaffenburger Staatsgalerie im Schloss Johannisburg (Inv.-Nr. 6275) befindet. Zuvor war dieses Bild von der Kunstforschung einer Gruppe von Bildern zugeordnet worden, die als Pseudo-Grünewald-Gruppe bekannt sind. Ein Teil dieser von wahrscheinlich verschiedenen Künstlern gemalten Gemälde galten traditionell als Werke von Matthias Grünewald, bevor sie durch Eduard Flechsig als Arbeiten aus der Werkstatt von Lucas Cranach d. Ä. publiziert und als mögliche Bilder seines ältesten Sohnes Hans vorgeschlagen wurden, dessen Geburtsdatum (um 1513/14) eine Mitarbeit an diesen Bildern allerdings vollkommen ausschließt.
Um 1516 arbeitete der unbekannte Maler für den Erzbischof von Mainz, Albrecht von Brandenburg (1490–1545), und malte in dessen Auftrag die Tafel mit der Marter des heiligen Erasmus, die vermutlich im südlichen Seitenschiff der Neuen Stiftskirche in Halle ausgestellt war. Die Tafel ist unter dem oben aufgebrachten Wappen Albrechts mit der Jahreszahl 1516 datiert. Das Wappen Albrechts wurde nachträglich (nach seiner Kardinalsweihe 1518) um einen Kardinalshut erweitert. Ein als Monogramm gedeutetes Symbol in der Türlaibung rechts oben wird in der Literatur mehrheitlich als HS gelesen, wobei der Buchstabe S mit einem als Kreuz identifizierten Zeichen verbunden ist. Diese Deutung wird im Aschaffenburger Katalog von 1975 als sehr zweifelhaft bezeichnet, nicht zuletzt, weil es perspektivisch verzerrt in die Türlaibung eingebracht ist. Das Monogramm – wenn es denn als solches anzusehen ist – weist einige Ähnlichkeit mit dem Monogramm eines unbekannten Holzschnittmeisters auf, der nach seiner Signatur den Notnamen Monogrammist HS erhalten hat. Dieses Monogramm wird versuchsweise mit dem Maler und Buchillustrator Henricus Satrapitanus in Verbindung gebracht, der wiederum vielfach (u. a. schon früh von Max Geisberg) als Heinrich Vogtherr d. Ä. identifiziert wird. Laut Friedlaender und Rosenberg ist die definitive Zuschreibung der Erasmusmarter-Tafel an den Monogrammisten HS oder Heinrich Vogtherr d. Ä. jedoch fraglich, da sich die Holzschnitte des einen stilistisch zu sehr von dem Gemälde unterscheiden. Frank Muller und Thomas Schauerte schreiben das Bild mit ziemlicher Gewissheit Heinrich Vogtherr d. Ä. zu. Ludwig Meyer vom Archiv für Kunstgeschichte lehnt dagegen die Identifikation mit Vogtherr ab, u. a. aus stilkritischen Vergleichen mit einer erst 2008 wiederentdeckten Vogtherr-Tafel, die der älteren Forschung noch unbekannt war.
Was bleibt ist die Abhängigkeit des Bildes von Lucas Cranach. Stilistisch ist die Erasmusmarter-Tafel dessen kurz zuvor entstandenem Bild mit der Darstellung des Bethlehemitischen Kindermordes von etwa 1515 verwandt, welches sich heute im Besitz der Dresdner Gemäldegalerie Alte Meister (Lindenholz, 122,5 86,5 cm; Inv.-Nr. 1906 C) befindet. Vermutlich handelt es sich bei dem Meister des Erasmusmarter um einen Schüler Cranachs, der die Arbeiten an dem Bild nach einem Entwurf seines Meisters ausführte.
Stilistisch eng verwandt und ebenfalls Vogtherr d. Ä. zugeschrieben ist das 1521 datierte Gemälde mit Christus und der Ehebrecherin im Wallraf-Richartz-Museum in Köln (Holz, 113,5 × 92 cm, Inv. Nr. WRM 530), das ebenfalls auf eine Cranach-Vorlage zurückgeht und vermutlich ebenfalls für die Hallenser Stiftskirche entstanden ist. Die Übereinstimmungen dieses Gemäldes mit der Erasmusmarter betreffen sowohl die Architekturauffassung, die Kostümgestaltung sowie die Positionierung und Ausführung der Rückenfiguren am unteren Bildrand. Jenes bei Friedländer/Rosenberg nicht besprochene Werk wird von der jüngeren Forschung einhellig derselben Hand zugeschrieben.
Der Meister der Erasmusmarter ist nicht identisch mit dem ebenfalls manchmal unter diesem Notnamen geführten Kölnischen Meister von 1458.